# Spitting Image
Spitting Image è stato un programma televisivo satirico britannico.

## Storia
Spitting Image venne ideato da Peter Fluck, Roger Law e Martin Lambie-Nairn. Trasmesso per la prima volta nel 1984, Spitting Image faceva satira sulla politica, l'intrattenimento, lo sport e la cultura pop britannici dell'epoca, anche prendendo di mira molti personaggi influenti e famosi come Margaret Thatcher, John Major e i membri della famiglia reale britannica, tra cui Elizabeth Bowes-Lyon. La trasmissione fu una di quelle più viste durante gli anni ottanta nel Regno Unito; al suo apice, venne vista da 15 milioni di persone. Furono trasmesse 18 stagioni della serie. In seguito, negli anni 2020, venne rilanciata un'omonima serie revival.